# Stefan Ledóchowski
Stefan Ledóchowski (* 1625; † 1676) war ein Abgeordneter des Reichstages der Adelsrepublik Polen-Litauen, Diplomat und Kastellan von Wolhynien, aus dem Adelsgeschlecht der Ledóchowskis. 

## Leben
Ledóchowski stammt aus einem alten polnischen Adelsgeschlecht. Sein Vater Samuel Ledóchowski war Landrichter von Kremenec, die Mutter Elzbieta eine geborene Staniszewska, Tochter von Wojciech Staniszewski. Nach dem Tod seines Vaters 1644 erbte er Teile von Ledóchow und Krasnopol, ab 1667 war er Eigentümer von Koryt, Chocim und Ledkow. 1638 schrieb er sich mit seinem Bruder Marcin Ledóchowski als Student an der Universität Krakau ein. Anschließend diente er in der Armee und wurde in der Ukraine stationiert. 1648 geriet er bei der Schlacht von Korsun in tatarische Gefangenschaft und verblieb in ihr für zwei Jahre.
1658 erhielt er das Amt eines Richters (Podkomorzy) von Kremenec. 1661 hielt er Einzug in den Reichstag als Gesandter des Kreises Kremenec und wachte als Kommissar über die Militärausgaben. Im Reichstag trat er heftig gegen die Wahl eines Königs vivente rege (zu Lebzeiten eines amtierenden König) ein, um das Aufkommen einer absolutistischen Erbmonarchie zu verhindern. 1661 wurde er vom Reichstag beauftragt, als Kommissar Verträge mit Moskau zu schließen. Er nahm in dieser Funktion an Verhandlungen 1663 in Lemberg teil. Am 26. April 1664 unterschrieb er gemeinsam mit Cyprian Brzostowski ein vorläufiges Übereinkommen zwischen Moskau und der Republik Polen-Litauen. Weiterführende Verhandlungen führte er 1666 und 1667 in Andruszow. 1670 führte in eine diplomatische Mission nach Moskau. 1673 wurde er Kastellan von Braclav und Mitglied des königlichen Kriegsrates. 
1674 unterschrieb er die Wahl von Jan Sobieski zum König der Republik, woraufhin ihn dieser kurz nach dessen Krönung mit dem Amt des Kastellans von Wolhynien betraute. Im selben Jahr bat die Königin Witwe Eleonora von Österreich Stefan Ledóchowski um Unterstützung ihrer Bemühungen, nach Schlesien zu reisen. Bis zu seinem Tod 1676 gehörte Stefan Ledóchowski zu den vertrauten Beratern des Königs in Fragen der Ukraine.
Im Laufe seines Lebens gelang es ihm, ein beträchtliches Vermögen anzuhäufen. Er erwarb die Kronherrschaften von Plaszow und Ceceniowec und erhielt einen Teil der Besitzungen des Königs Michał Korybut Wiśniowiecki. Außerdem war er Schutzherr des Klosters der Dominikaner in Podkamien.
1656 heiratete er Anna Srzedzinska und hatte mit ihr zwei Töchter und vier Söhne, unter anderem Felix Ledóchowski und Stanislaw Ledóchowski, Marschall der Tarnogroder Konföderation, die beide an der Befreiung Wiens von den Türken 1683 teilnahmen.